# Die Aussage des Randolph Carter

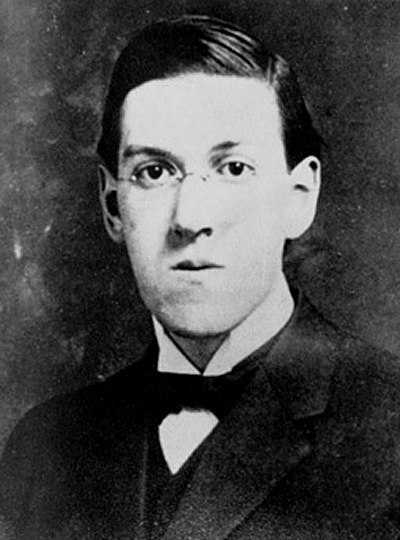
H. P. Lovecraft, Fotografie aus dem Jahre 1915

Die Aussage des Randolph Carter oder Randolph Carters Aussage (Originaltitel: The Statement of Randolph Carter) ist der Titel einer phantastischen Horrorgeschichte des amerikanischen Schriftstellers H. P. Lovecraft, die im Dezember 1919 geschrieben und im Mai des folgenden Jahres im Amateurmagazin The Vagrant gedruckt wurde. 1925 erschien sie in der Zeitschrift Weird Tales und wurde 1939 in den Sammelband The Outsider and Others aufgenommen, mit dem die Geschichte des Verlags Arkham House begann. Eine deutsche Übersetzung von Michael Walter erschien 1979 im 22. und 1982 im 71. Band der Phantastischen Bibliothek des Suhrkamp Verlags. In seiner Kurzgeschichte schildert Lovecraft ein traumatisches Erlebnis der Figur Randolph Carter auf einem Friedhof. Mit Carter führte er einen Charakter ein, der autobiographische Züge trägt und den er später in weiteren Erzählungen auftreten ließ.

## Inhalt
Das Werk ist als Aussage Randolph Carters vor der Polizei konzipiert, die über seine Haft zu entscheiden hat. Carter ist am Rand eines Sumpfes in verwirrtem Zustand aufgefunden worden, während sein Freund Harley Warren seitdem verschwunden ist. Aus der Ich-Perspektive erzählt er in Rückblenden von den Ereignissen einer Nacht, in der sein Freund verschwand, und geht dabei auch auf die Vorgeschichte ein. Selbst unter Androhung der Hinrichtung könne er nichts weiter über den Vorfall sagen als das, was er aus seiner verschwommenen Erinnerung bereits berichtet habe. Es sei gut möglich, dass die Aussage eines Zeugen stimme, der die beiden auf der Gainsville Pike gesehen haben will, von wo aus sie sich in Richtung eines Zypressensumpfes bewegten.

Während seiner fünfjährigen Freundschaft hatte er sich an einigen „schrecklichen Nachforschungen“ Warrens beteiligt und „Bücher über verbotene Themen“ gelesen, deren Sprache er verstehen konnte, wozu indes nur wenige gehörten. Die Schriftzeichen eines aus Indien stammenden „teuflische[n] Buch[es]“, das Warren in der fatalen Nacht bei sich führte und dessen Inhalt er ihm gegenüber geheim hielt, waren ihm unbekannt. Mit grausigem Gesichtsausdruck erzählte er Carter von einer aus diesem Buch stammenden Theorie, nach der bestimmte Leichen nicht verwesen und über Äonen in ihren Gräbern ruhen würden.

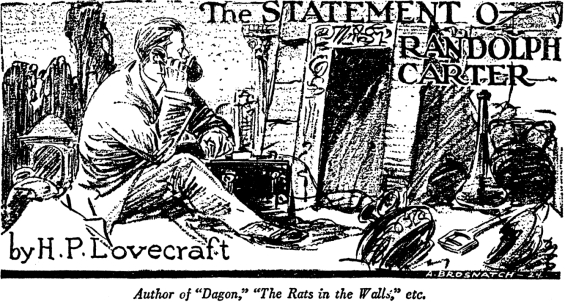
Illustration von Andrew Brosnatch

In der folgenden Nacht gehen die beiden, mit Laternen, Spaten und Instrumenten ausgerüstet, auf einen Friedhof, der sich in einem feuchten Talkessel befindet. Das Areal ist von wilden Gräsern überwuchert und lässt mit seinen zerbröckelnden Grabplatten, Ehrengräbern und Mausoleumsfassaden Zeichen des Verfalls erkennen. Sie erreichen eine verwitterte Grabstätte, die sie von Erde und Unkraut befreien, hebeln eine schwere Platte zur Seite und legen eine dunkle Öffnung frei. Im Schein ihrer Lampen erblicken sie eine in die Finsternis führende Steintreppe. Carter will den zunächst noch selbstsicheren Warren in die Tiefe begleiten, wird jedoch trotz seiner Proteste zurückgelassen, da sein schwaches Nervenkostüm dem Grauen der zu verrichtenden Arbeit nicht standhalten und er ansonsten wahnsinnig werden, ja vermutlich sterben würde.

So steigt Warren hinab, bleibt mit Carter aber über ein Telefon mit langem Kabel in Verbindung. Nach einer Viertelstunde bangen Wartens vernimmt er aus dem Hörer die ängstliche Stimme seines Freundes, dessen nervöses Flüstern grauenvoller wirkt „als der lauteste Schrei.“ Er sehe etwas Schreckliches, das er nicht näher zu beschreiben wage, da niemand mit diesem Wissen weiterleben könne und es jenseits des Vorstellbaren liege. Bald verlangt er mehrfach, Carter möge das Grab wieder verschließen, die Platte zurückzuschieben und fliehen („Hau ab!“). Der allerdings überschüttet ihn mit Fragen und beschließt, zu ihm zu kommen, was Warren verzweifelt ablehnt – es sei zu spät, er könne nur noch flüchten, man werde sich nicht wiedersehen. Am Ende geht Warrens Flüstern in ein Schreien über, dem Stille folgt. Carters ängstliche Fragen bleiben lange unbeantwortet, bis er eine unbeschreibliche Stimme hört, die aus den „unauslotbaren Tiefen“ des Grabes zu kommen scheint: „Du Narr, Warren ist tot!“

## Entstehung
Wie Lovecraft berichtete, schrieb er die Erzählung nach einem Traum nieder, den er Anfang Dezember 1919 hatte. Dort sah er sich und den mit ihm befreundeten Dichter Samuel Loveman einen alten Friedhof besuchen, auf dem seinen Freund ein grausames Schicksal ereilt, als er allein in eine Gruft steigt. Nach Lovecrafts Angaben war der Traum durch einen langen Briefwechsel mit Loveman ausgelöst worden, in dem sein Freund ihn auf neue Autoren und Werke hingewiesen hatte. Loveman gehörte später neben James Ferdinand Morton, Arthur Leeds, Frank Belknap Long und anderen zum sogenannten „Kalem Club“, einem literarischen Kreis, der sich während Lovecrafts Zeit in New York bildete. Die Leidenschaft Warrens für die erwähnten Bücher geht vermutlich auf Lovemans beeindruckende Sammlung von Erstausgaben zurück.
Lovecraft erwähnte den Traum am 11. Dezember 1919 in einem Briefwechsel mit Alfred Galpin und Maurice W. Moe, die mit ihm den Korrespondenzzirkel „Gallomo“ (nach den ersten Silben der Nachnamen) bildeten. Diese „Traumerzählung“ lässt erkennen, dass Lovecraft das Ausgangsmaterial bearbeitet hatte, um dem Zirkel eine aufregende Geschichte erzählen zu können, die er mit den dramatischen Worten enden ließ: „Du Narr, Loveman ist tot“. Der Vergleich zeigt, dass er hier etwas später nur die Namen austauschte. Vergleicht man den Brief mit der Erzählung, lassen sich Parallelen in der Handlung und Lokalität zeigen. So liegt der Friedhof der Traumerzählung in einer „scheußlichen Senke“, die mit „hässlichen langen Gräsern bewachsen“ ist. In der Geschichte ist der Ort von „Gräsern, Moosen und sonderbaren Kriechpflanzen überwuchert“.

Im ersten Text befinden sich die Fassaden der Grüfte „in der letzten Phase des Zerfalls“, so dass der Traumwandler glaubt, das Gebiet wäre „viele Jahrhunderte“ nicht betreten worden. In der Erzählung ist der Verfall ebenfalls spürbar, indem sich überall „Verwahrlosung und Hinfälligkeit“ zeigen, als wären Carter und Warren „die ersten lebenden Wesen“, die das „tödliche Schweigen von Jahrhunderten“ unterbrechen würden. Eine weitere Gemeinsamkeit ist der mehrfach erwähnte „fahle(n), schwindende(n) Halbmond“, in dessen Licht der Friedhof liegt. Wie es Loveman im Traum nicht gelingt, die Platte allein zur Seite zu schieben, benötigt Warren in der Geschichte die Unterstützung Carters. Lovemans Bemerkung, das Grab sei „kein Ort für jemanden, der ausgemustert worden“ sei, übernahm Lovecraft hingegen nicht.

1917 war seine Aufnahme in die Nationalgarde von Rhode Island (Rhode Island Army National Guard) aus „nervlichen Gründen“ gescheitert, was er als sehr erniedrigend empfand. Bleibt der Zweck des Friedhofbesuchs in der Traumbeschreibung unklar, wird in der Erzählung ein Anhaltspunkt durch Warrens Theorie gegeben, nach der einige Leichen nicht verwesen würden. In beiden Texten weicht die anfängliche Faszination des Forschers rasch einem Grauen, das sich schließlich in umgangssprachlichen Wendungen Luft macht. Die mehrfach wiederholte Aufforderung „Hau ab!“ (im Original Beat it!) gehört zu den frühen Beispielen, in denen Lovecraft des Effektes wegen auf gehobene Sprache verzichtete.

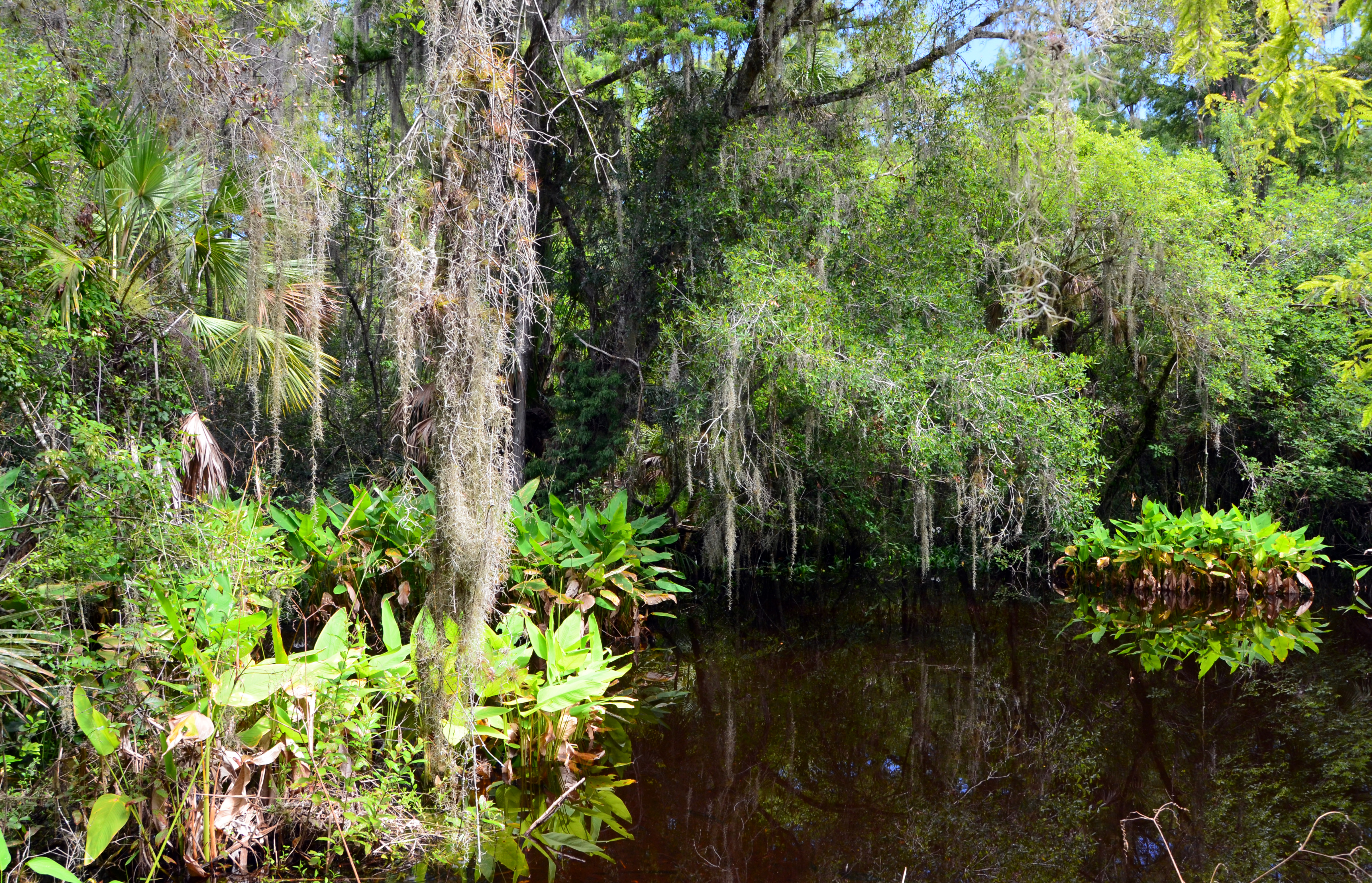
Zypressensumpf in Florida

Während der Traum in Neuengland angesiedelt ist, fehlt für die Geschichte eine genaue Ortsangabe.
Der große Zypressensumpf und die „Gainesville pike“ deuten auf einen Ort in der Nähe der Stadt Gainsville in Florida. In der dritten Carter-Erzählung wird Harvey Warren zudem als „ein Mann, der im Süden lebte“ beschrieben, bei dem Carter sich sieben Jahre aufhielt, bis sie „eines Mitternachts ... auf einem unbekannten und uralten Friedhof“ das Grauen erlebten „und nur einer das Gelände verließ“, was ebenfalls für einen südlichen Bundesstaat spricht. Aus diesen Gründen folgt S.T. Joshi der Ansicht des Cheflektors des Verlages Arkham House James Turner und glaubt, dass die Kurzgeschichte in Florida angesiedelt ist.

Der Name Carter hingegen deutet eher auf Neuengland, das Schauplatz der anderen Carter-Erzählungen ist. Lovecraft wusste, dass eine Familie den Namen Carter trug, die seit langem in Rhode Island lebte und aus Virginia eingewandert war, und hatte sich häufig mit John Carter beschäftigt. Carter war Drucklehrling von Benjamin Franklin und arbeitete für die Providence Gazette, der ersten, 1762 von William Goddard in Providence gegründeten Zeitung. Seinen Gallomo-Briefpartnern, die im Mittleren Westen lebten, schrieb er, dass sie sich einen solchen Friedhof wohl nicht vorstellen könnten. Bei ihm ihn Neuengland hingegen gebe es „schrecklich alte Orte, wo die Schiefersteine mit seltsamen Buchstaben und grotesken Zeichnungen von Schädeln und gekreuzten Knochen graviert sind.“ In einem Brief von 1929 erklärte er, dass der Ortswechsel nach Neuengland seine Phantasie immer stark beeinflusst und sich auf seine wiederkehrende, fiktive Figur Carter ausgewirkt habe.

## Hintergrund und Einzelheiten
Lovecraft ließ Randolph Carter noch in anderen konzeptionell unterschiedlichen Werken auftreten. Zu ihnen gehören Das Unnennbare von 1923, eine in Arkham spielende Kurzgeschichte, in der Carter ebenfalls als Ich-Erzähler fungiert, sein Vorname allerdings nicht genannt wird, und die lange Erzählung Die Traumsuche nach dem unbekannten Kadath (The Dream-Quest of Unknown Kadath) von 1927. Sie ist von William Beckfords in schillernder Sprache geschriebenem Schauerroman Vathek und Prosa des irischen Schriftstellers Lord Dunsany beeinflusst, den er 1919 entdeckt hatte und später in seinem Essay Supernatural Horror in Literature würdigte. Weitere Werke sind Der silberne Schlüssel (The Silver Key) von 1926 und Durch die Tore des Silberschlüssels (Through the Gates of the Silver Key) von 1932, in denen die Figur Harley Warren ebenfalls erwähnt wird.

Es handelt sich um den einzigen Zyklus, den Lovecraft um eine Figur und ihre Erlebnisse geschrieben hat, wenngleich die Entstehungszeiten der Texte nicht ihrer inneren Chronologie (Traumsuche – Die Aussage des Randolph Carter – Das Unnennbare – Der silberne Schlüssel – Durch die Tore des Silberschlüssels) entsprechen. Verglichen mit den anderen Carter-Erzählungen sind die autobiographischen Elemente hier eher rar gesät, da die Wiedergabe des traumartigen Berichtes sowie die Bilder des Schreckens im Vordergrund stehen und die Charaktere in den Hintergrund treten. In der satirischen Kurzgeschichte Das Unnennbare hingegen spiegeln Carters Aussagen Lovecrafts ästhetische Auffassung wider und lassen den Einfluss von Ambrose Bierce und Arthur Machen erkennen, die er in seinem Essay ebenfalls erwähnte.
Ein biographisches Detail in Die Aussage des Randolph Carter sind allenfalls die „schwachen Nerven“ des Protagonisten, die Warren daran hindern, ihn in die schreckliche Tiefe mitzunehmen.
In dieser Geschichte, die Lovecraft zeitlebens besonders schätzte, wird das erste Mal das Motiv der verbotenen Bücher eingeführt, das er in weiteren Werken verarbeitete. Anders als etwa von George T. Wetzel vermutet, handelt es sich bei dem „teuflischen Buch“, das Warren dazu bringt, den Friedhof zu untersuchen, nicht um das Necronomicon, da es nicht in arabischer oder einer anderen, Carter geläufigen Sprache verfasst war und Schriftzeichen enthielt, die er nie zuvor gesehen hatte.
Lovecraft stellte das fiktive Grimoire 1922 in der Kurzgeschichte Der Hund (The Hound) vor, während der Name seines Verfassers, des wahnsinnigen Arabers Abdul Alhazred, bereits in der Stadt ohne Namen von 1921 zu lesen war. Wie im Großteil seines Œuvres schildert auch hier ein Erzähler das Geschehen aus der Ich-Perspektive. Er ist dabei als (unsicherer) Chronist in die Vorgänge verwickelt, die er retrospektiv darstellt und dabei zu Beginn häufig den Grund angibt, warum er überhaupt erzählt. Als Teilnehmer der Ereignisse wirkt er glaubwürdig, vermittelt Authentizität und hilft dem Leser, sich auf die Fiktion einzulassen und seine Skepsis zu überwinden. Der bei Lovecraft vergleichsweise seltene Typus des unpersönlichen Erzählers findet sich hingegen charakteristischerweise eher in seiner Fantasy, die wenig oder keine Verbindung zur Realität des Alltags erkennen lässt. Häufig spielen Schriftstücke und Berichte eine Rolle, die naturgemäß in der ersten Person verfasst wurden, eine Methode, die aus anderen Klassikern der unheimlichen Literatur wie Poes Kurzgeschichte MS. Found in a Bottle oder Bram Stokers Roman Dracula bekannt ist.

Auffällig ist, dass der Erzähler gleich zu Beginn sein Motiv darstellt oder bestimmte Verhaltensweisen und Idiosynkrasien erläutert. Will er in der langen Erzählung Berge des Wahnsinns vor der Fossilienjagd, dem Abschmelzen der Eiskappen oder Bohrungen in der Antarktis warnen, geht es in Pickmans Modell um die Angst davor, U-Bahnen zu benutzen, während das Motiv in Die Aussage des Randolph Carter (oder in der Horrorgeschichte Das Ding auf der Schwelle) rechtfertigenden Charakter hat.

## Rezeption

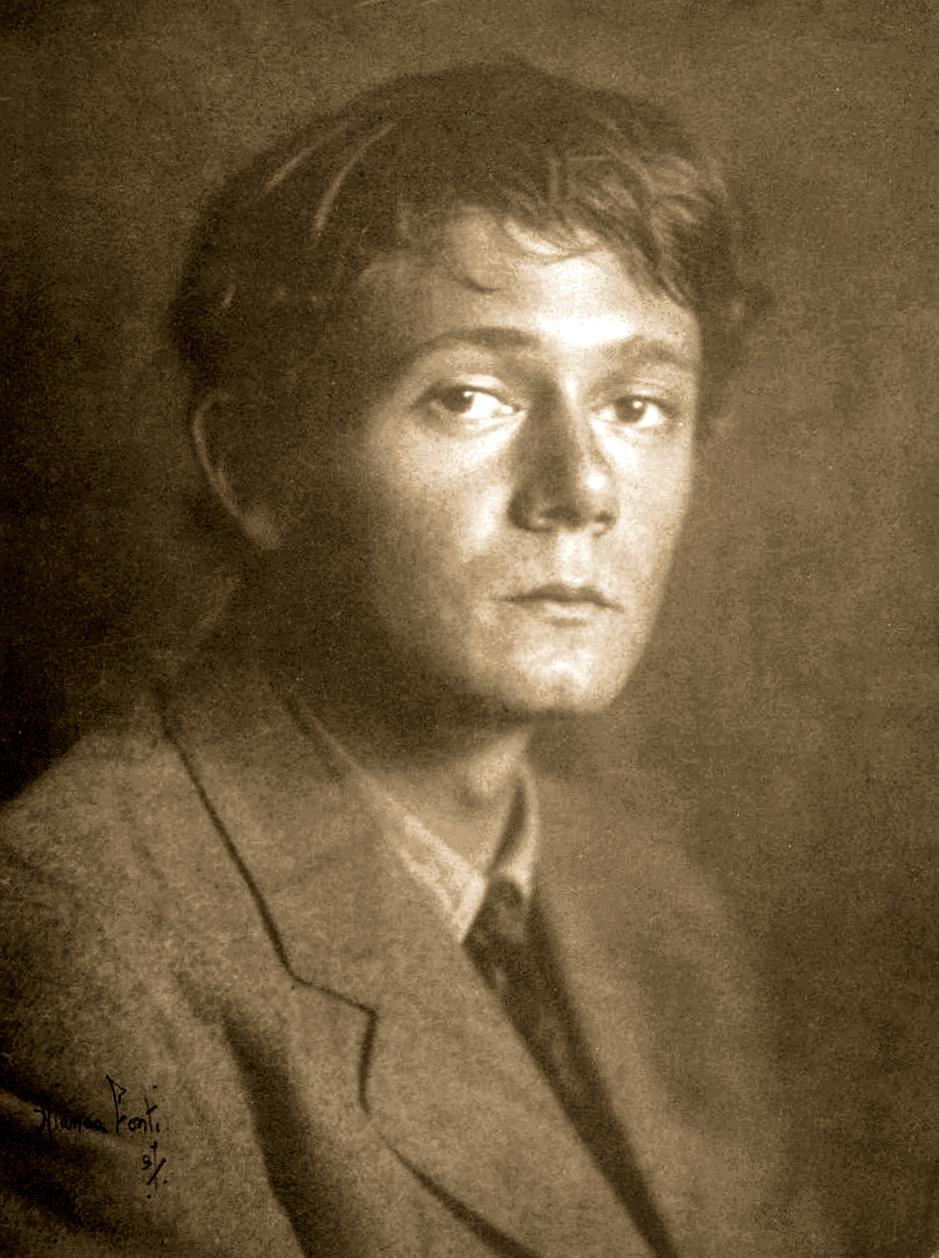
Clark Ashton Smith

Auch Autoren wie Gene Wolfe oder der den Cthulhu-Mythos aufgreifende Brian Lumley bauten die Gestalt in ihre Werke ein. Lovecrafts von ihm beeinflusster Brieffreund Clark Ashton Smith konnte sich in der Figur der dritten Carter-Erzählung Der silberne Schlüssel wiedererkennen. Nach seinen Angaben schrieb er die Kurzgeschichte Die Epiphanie des Todes (The Epiphany of Death) am 25. Januar 1930 in nur wenigen Stunden nieder, nachdem er Die Aussage des Randolph Carter erneut gelesen hatte, und schickte Lovecraft zwei Tage später ein gewidmetes Exemplar zu. Mit der Atmosphäre und dem angedeuteten Schrecken sei sie besser, als er es in Erinnerung habe; er könne keine Spuren von Unreife in ihr finden.

Lovecraft fühlte sich geschmeichelt, bezeichnete das Werk als „eindringlichste und fesselndste Geschichte“, die er „seit Äonen gelesen habe“, und lobte den Stil mit seiner „feierlich düstere(n)...Musik“, die ihn an Edgar Allan Poe erinnere.Die Aussage des Randolph Carter diente als Vorlage für mehrere Filme, zu denen The Unnamable II gehört. Für S. T. Joshi ist es die interessanteste zwischen 1919 und 1921 entstandene Horrorgeschichte Lovecrafts, die seinen Fortschritt als Schriftsteller zeigt. Lovecraft habe die Stimmung seines Albtraums auf sie übertragen wollen und dies durch Erinnerungslücken und Erzählsprünge Carters angedeutet, dessen Aussagen so wirkten, als träume er noch. Dies gelte auch für den Schluss der Geschichte mit der letztlich ungeklärten Natur des Wesens, das nur durch das Telefon zu hören ist.

## Textausgaben (Auswahl)
- The Vagrant, Mai 1920
- Weird Tales, Februar 1925 und August 1937
- August Derleth, Donald Wandrei (Hrsg.): The Outsider and Others. Arkham House, Sauk City 1939, ISBN 0-598-92254-7 (englisch).

- Kalju Kirde (Hrsg.): Das unsichtbare Auge. Eine Sammlung von Phantomen und anderen unheimlichen Erscheinungen (= Phantastische Bibliothek. Band 22). Suhrmap, Frankfurt am Main 1983, ISBN 3-518-36977-6.

- In der Gruft und andere makabre Geschichten (= Phantastische Bibliothek. Band 71). Suhrmap, Frankfurt am Main 1982, ISBN 3-518-37279-3.

- Cthulhu, Horrorgeschichten. Aus dem Amerikanischen von Andreas Diesel und Felix F. Frey, Festa Verlag, Leipzig 2009, ISBN 978-3-86552-066-1.